# Fossa de Tonga
La fossa de Tonga és una fossa marina al sud de l'oceà Pacífic i la seva fondària màxima és de 10.882 m, aquest punt rep el nom en anglès d'Horizon Deep. Les coordenades d'aquest punt són 23° 15.5′ S, 174° 43.6′ O / 23.2583°S,174.7267°O i la fondària és amb una precisió de +/- 10 m.